# Aphengoecus clypeatus
Aphengoecus clypeatus là một loài bọ cánh cứng trong họ Bọ hung (Scarabaeidae).